# Dansk

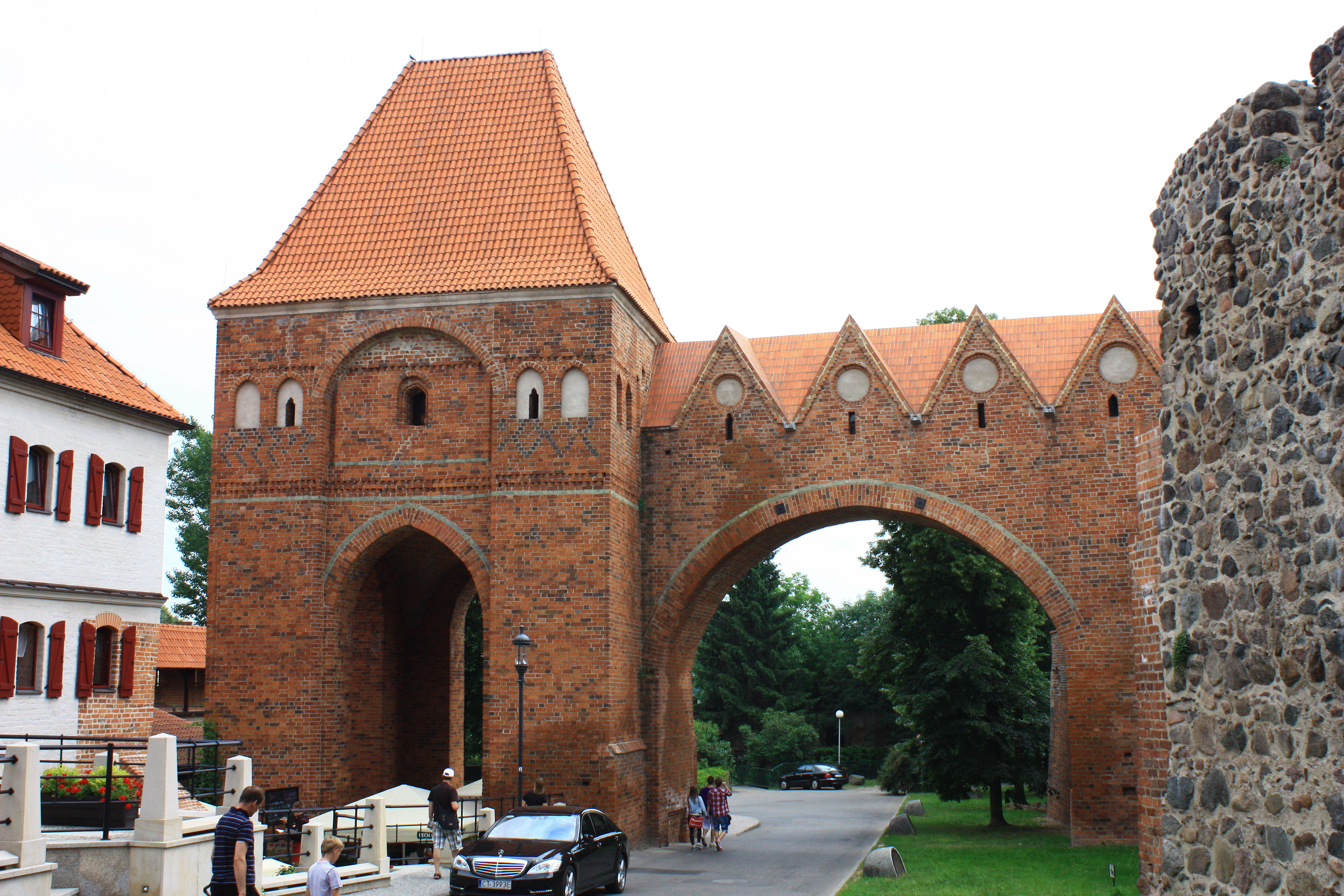
Dansk, Toruń

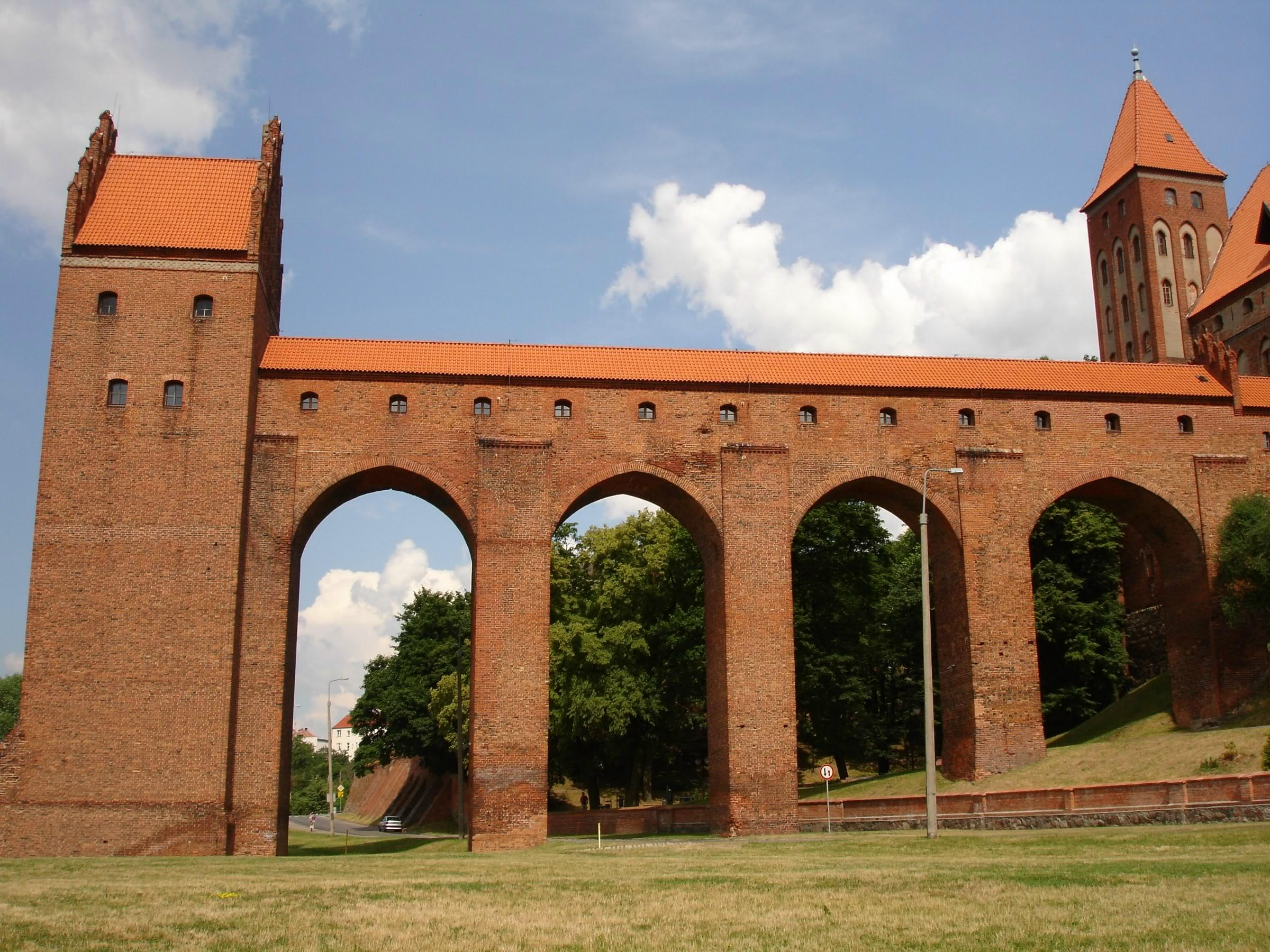
Dansk, Kwidzyn

Dansk je budova, kterou stavěli ve svých hradech v Pobaltí němečtí rytíři. Tato odpadní věž sloužila jako latrina a odpadní vedení. Odpad z ní padal dolů, většinou do příkopu nebo do moře. Někdy to dokonce mohly být největší samostatné budovy v hradu. Stavěly se z cihel stejně jako celý hrad.